# Мазини, Франческо (композитор)
Франческо Мазини (итал. Francesco Masini, также Франсуа Мазини, фр. François Masini; 16 июля 1804, Флоренция — 20 августа 1863, Париж) — французский композитор итальянского происхождения.
С 1830 г. жил и работал во Франции, завоевав известность как автор изысканных романсов, «Беллини романса», как его называет А. Бедарида. Франсуа Жозеф Фети отмечал в сочинениях Мазини лёгкий привкус итальянских мелодий и гармоническую точность. Значительная часть романсов Мазини написана на слова Эмиля Барато (1792—1870); наибольшую известность приобрёл романс «Сильвио Пеллико», рассказывающий о тюремных злоключениях итальянского писателя. Издания романсов Мазини выходили с обложками таких художников, как Ашиль Девериа и Жюль Давид.